# Леві Ганссен
Леві Ганссен (фар. Levi Hanssen, нар. 24 лютого 1988, Веллінгтон) — фарерський футболіст, фланговий півзахисник, нападник клубу «ГБ Торсгавн».

## Клубна кар'єра
У дорослому футболі дебютував 2004 року виступами за команду клубу «ГБ Торсгавн», в якій провів один сезон, взявши участь у 20 матчах чемпіонату. 
Своєю грою за цю команду привернув увагу представників тренерського штабу клубу «Скала», до складу якого приєднався 2006 року. Відіграв за команду зі Скали наступні два сезони своєї ігрової кар'єри. Більшість часу, проведеного у складі «Скали», був основним гравцем команди.
У 2008 році уклав контракт з клубом «ЕБ/Стреймур», у складі якого провів наступні два роки своєї кар'єри гравця.  Граючи у складі «ЕБ/Стреймур» також здебільшого виходив на поле в основному складі команди.
З 2010 року знову, цього разу один сезон захищав кольори команди клубу «ГБ Торсгавн». З 2011 року знову, цього разу три сезони захищав кольори команди клубу «ЕБ/Стреймур».
До складу клубу «ГБ Торсгавн» повернувся 2014 року. Відтоді встиг відіграти за команду 6 матчів в національному чемпіонаті.

## Виступи за збірну
У 2009 році дебютував в офіційних матчах у складі національної збірної Фарерських островів. Наразі провів у формі головної команди країни 3 матчі.

## Титули і досягнення
- Чемпіон Фарерських островів (3):

«ЕБ/Стреймур»: 2008, 2012
«ГБ Торсгавн»: 2010
- Володар Кубка Фарерських островів (1):

«ЕБ/Стреймур»: 2011
- Володар Суперкубка Фарерських островів (4):

«ГБ Торсгавн»: 2010
«ЕБ/Стреймур»: 2011, 2012, 2013